# Du und Du
Du und Du ist ein Walzer der Johann Strauss Sohn (op. 367) zugeschrieben wird. Nach anderen Angaben und neueren Forschungen stammt er höchstwahrscheinlich von Eduard Strauß. Das Werk wurde im Jahr 1874 komponiert und am 2. August 1874 in Schwenders Neuer Welt in Hietzing uraufgeführt.